# 复芒菊
复芒菊（学名：Formania mekongensis）是菊科复芒菊属的植物，为中国的特有植物。分布在中国大陆的云南、四川等地，生长于海拔800米至2,800米的地区，见于河谷灌丛中，目前尚未由人工引种栽培。